# Podlaski (województwo podlaskie)
Podlaski – wieś w Polsce położona w województwie podlaskim, w powiecie sejneńskim, w gminie Sejny. Leży nad granicą z Litwą.
| SIMC    | Nazwa  | Rodzaj    |
| ------- | ------ | --------- |
| 1011810 | Adelin | część wsi |
| 1011840 | Borek  | część wsi |

W latach 1975–1998 miejscowość administracyjnie należała do województwa suwalskiego.